# Парник
Парникът или оранжерията е сграда с прозрачни стени, която служи за отглеждането на растения. Парникът предпазва растенията от неблагоприятни атмосферни условия и същевременно им позволява да приемат нужната за тяхното хранене слънчева светлина.
Ако стените на парника са от стъкло, инфрачервените лъчи, отделяни от неговите предмети и растения, не могат да го напуснат и това повишава температурата на вътрешността му много над температурата на външната за него среда. Явлението парников ефект дължи името си на тази особеност на стъклените парници.